# Barbara Winklowa
Barbara Winklowa (ur. 19 października 1927 w Makowie pod Skierniewicami, zm. 23 maja 2021) – bibliografka, historyczka literatury i edytorka, autorka książek dla dzieci.
Pracownik Instytutu Badań Literackich. Pracowała w zespole przygotowującym tom współczesny nowej edycji Literatury polskiej Gabriela Korbuta. Brała też udział w pracach nad Słownikiem współczesnych pisarzy polskich oraz Kroniką życia literackiego Polski Ludowej 1944-1963, a także nad V tomem listów Narcyzy Żmichowskiej. W roku 1956 weszła w skład komitetu redakcyjnego Pism Tadeusza Boya-Żeleńskiego.
Jest autorką monografii biobibliograficznych poświęconych Karolowi Irzykowskiemu (Karol Irzykowski. Życie i twórczość, T. 1-3) oraz Tadeuszowi Boyowi-Żeleńskiemu (Tadeusz Żeleński (Boy). Twórczość i życie). Poza tym opublikowała: Nad Wisłą i Sekwaną. Biografia Tadeusza Boya-Żeleńskiego, Boyowie. Zofia i Tadeusz Żeleńscy, Narcyza i Wanda (dotyczy Narcyzy Żmichowskiej i Wandy Żeleńskiej). 
Winklowa jest ponadto autorką książek dla dzieci: Dlaczego mój pies płacze?, Śmieszne, makaron rośnie!, Kasia z Sałkowego domu.